# Liste der Monuments historiques in Sainte-Anne (Doubs)
Die Liste der Monuments historiques in Sainte-Anne führt die Monuments historiques in der französischen Gemeinde Sainte-Anne auf.

## Liste der Immobilien
| Bezeichnung        | Beschreibung                     | Standort                       | Kennzeichnung | Schutzstatus | Datum | Bild           |
| ------------------ | -------------------------------- | ------------------------------ | ------------- | ------------ | ----- | -------------- |
| Kirche St-Thiébaud | Ende des 18. Jahrhunderts erbaut | Route du Pont du Diable (Lage) | PA25000054    | Inscrit      | 2006  | weitere Bilder |

## Liste der Objekte
| Bezeichnung | Beschreibung | Standort                         | Kennzeichnung | Schutzstatus | Datum | Bild |
| ----------- | --- | -------------------------------- | ------------- | ------------ | ----- | ---- |
| Hauptaltar  | Altartisch, Altaraufbau, Tabernakel, Exposition, Retabel und Gemälde; Holz, farbig gefasst und vergoldet, Ölfarbe auf Leinwand, 18. Jahrhundert | in der Kirche St-Thiébaud (Lage) | PM25001726    | Classé       | 1979  |      |